# Phlegra tristis
Phlegra tristis är en spindelart som beskrevs av Roger de Lessert 1927. Phlegra tristis ingår i släktet Phlegra och familjen hoppspindlar. Inga underarter finns listade i Catalogue of Life.